# Everman
Pour les articles homonymes, voir Everman (homonymie).
Everman est une ville située au sud-est du comté de Tarrant, au Texas, aux États-Unis,. La ville est située au sud de Fort Worth.

## Démographie
Lors du recensement de 2010, la ville comptait une population de 6 108 habitants. Elle est estimée, en 2016, à 6 374 habitants.

### Source de la traduction
- (en) Cet article est partiellement ou en totalité issu de l’article de Wikipédia en anglais intitulé « Everman, Texas » (voir la liste des auteurs).